# Laurence Rochat
Laurence Rochat (Pompaples, 1º agosto 1979) è un'ex fondista svizzera.

## Biografia
Ha vinto una medaglia di bronzo nella staffetta 4×5 km alle Olimpiadi invernali di Salt Lake City 2002 e ha ottenuto il suo miglior piazzamento individuale con un 15º posto nello sprint individuale alle Olimpiadi invernali di Torino 2006.
Il miglior piazzamento di Rochat ai Campionati mondiali di sci nordico è stato un 12º nella gara di 30 km nel 2005. Ha anche ottenuto diciannove vittorie a vari livelli nella sua carriera dal 1998.

## Palmarès

### Olimpiadi
- 1 medaglia:
  - 1 bronzo (staffetta a Salt Lake City 2002)